# Estructuralismo (filosofía de la ciencia)
El estructuralismo, en la filosofía de la ciencia, también conocido como estructuralismo científico o como teoría-concepto estructuralista afirma que todos los aspectos de la realidad se comprenden mejor en términos de construcciones científicas empíricas de entidades y sus relaciones, que en términos de entidades concretas en sí mismas.

## Generalidades
El estructuralismo es un programa de investigación activo en la filosofía de la ciencia, que fue desarrollado por primera vez a finales de la década de 1960 y a lo largo de la de 1970 por varios filósofos analíticos.
Como ejemplo de estructuralismo, el concepto de materia debe interpretarse no como una propiedad absoluta de la naturaleza en sí misma, sino como relaciones matemáticas fundamentadas científicamente que describen cómo el concepto de materia interactúa con otras propiedades, ya sea en un sentido amplio, como los campos gravitatorios que produce la masa, o más empíricamente, como la forma en que la materia interactúa con los sistemas sensoriales del cuerpo para producir sensaciones como el peso.
El objetivo del estructuralismo es abarcar todos los aspectos importantes de una teoría empírica en un marco formal. Los defensores de esta teoría meta-teórica son Frederick Suppe, Patrick Suppes, Ronald Giere, Joseph D. Sneed, Wolfgang Stegmüller, Carlos Ulises Moulines, Wolfgang Balzer, John Worrall, Elie Georges Zahar, Pablo Lorenzano, Otávio Bueno, Anjan Chakravartty, Tian Yu Cao, Steven French o Michael Redhead.

### Realismo estructural
El término "realismo" hace explícito el primer supuesto básico del realismo estructural, es decir, que existe un mundo independiente de la mente. Por tanto, el realismo estructural no tiene en cuenta la causalidad mental ni ninguna forma de antropocentrismo.
El término "realismo estructural" para la variante del realismo científico motivada por argumentos estructuralistas, fue acuñado por el filósofo estadounidense Grover Maxwell en 1968. En 1998, el filósofo realista estructural británico James Ladyman distinguió las formas epistémica y óntica del realismo estructural.

## Estructura
En lógica matemática, una estructura matemática es un concepto estándar. Una estructura matemática es un conjunto de entidades abstractas con relaciones entre ellas. Los números naturales en aritmética constituyen una estructura, con relaciones como "es divisible por" y "es mayor que". Aquí, la relación "es mayor que" incluye el elemento (3, 4), pero no el elemento (4, 3). Los puntos en el espacio y los números reales según la geometría euclidiana son otra estructura, con relaciones como "la distancia entre el punto P1 y el punto P2 es el número real R1"; equivalentemente, la relación "distancia" incluye el elemento (P1, P2, R1). Otras estructuras son el espacio de Riemann de la relatividad general y el espacio de Hilbert de la mecánica cuántica. Las entidades de una estructura matemática no tienen existencia independiente fuera de su participación en las relaciones. Se considera que dos descripciones de una estructura son equivalentes, y describen la misma estructura subyacente, si existe una correspondencia entre las descripciones que preserve todas las relaciones.
Muchos defensores del realismo estructural atribuyen formal o informalmente "propiedades" a los objetos abstractos; algunos sostienen que tales propiedades, aunque quizá puedan "meterse con calzador" en el formalismo de las relaciones, deberían considerarse distintas de las relaciones.

### Estructuras propuestas
En la teoría cuántica de campos (TCC), las propuestas tradicionales de "las estructuras más básicas conocidas" se dividen en "interpretaciones de partículas", como la que atribuye la realidad al espacio de Fock de las partículas, e "interpretaciones de campos", como la que considera que la función de onda cuántica es idéntica a la realidad subyacente. Las distintas interpretaciones de la mecánica cuántica suponen una complicación. Otra complicación, quizá menor, es que ni los campos ni las partículas están completamente localizados en la TCC estándar. Una tercera complicación, menos obvia, es que las "representaciones unitariamente no equivalentes" son endémicas en la TCC; por ejemplo, la misma porción de espacio-tiempo puede ser representada como un vacío por un observador inercial, pero como un baño de calor térmico por un observador en aceleración que percibe la radiación de Unruh, lo que plantea la difícil cuestión de si la estructura del vacío o la del baño de calor es la estructura real, o si ambas estructuras no equivalentes son reales por separado. Otro ejemplo, que no requiere las complicaciones del espacio-tiempo curvo, es que en el ferromagnetismo, el análisis de ruptura de simetría da lugar a espacios de Hilbert no equivalentes. En términos más generales, los infinitos grados de libertad de la TCC conducen a representaciones no equivalentes en el caso general.
En relatividad general, los estudiosos suelen conceder un estatus de "estructura básica" a la estructura del espacio-tiempo, a veces a través de su métrica.